# 2021年澳門2019冠狀病毒病聚集性疫情期間澳門本地防疫及醫療安排
2021年澳門2019冠狀病毒病聚集性疫情期間澳門本地防疫及醫療安排，介紹在2021年澳門2019冠狀病毒病聚集性疫情期間，在澳門對應疫情所作出的防疫及醫療安排，其中包括分級分區精準防控方案、流行病學調查和病毒檢測安排等相關防疫措施或安排。

## 分級分區精準防控方案
2021年9月25日，在澳門新增第65例確診個案後，政府跨部門在當天午夜對該患者位於沙梨頭麻子街一帶居住地點和鄰近居住地點的多幢大廈進行管控。
在新增第66例確診個案後，政府跨部門在2021年9月26日凌晨3至4時左右對第66例患者位於高士德大馬路的皇冠大廈列為紅碼區和黃碼區。
2021年9月28日，在新增第68例確診個案後，當局對患者居住的十月初五街和鄰近街道劃為黃碼區。  同日下午再新增第69和第70例確診個案，當局對該兩名患者所住區域麻子街和大纜巷一帶劃為黃碼區。 當局對兩名確診患者居所及其鄰近區域劃為黃碼區。
2021年10月4日，由於澳門新增3宗源頭不明個案 (第72例至第74例確診個案)，應變協調中心新增三個紅碼區及三個黃碼區。
2021年10月5日，澳門再新增一宗源頭不明和被密切接觸者傳染的確診個案 (第75例確診個案)，應變恊調中心新增一個紅碼區。 同日晚上再新增一個紅碼區和兩個黃碼區。
2021年10月9日，因應「裝修群組」再新增2宗確診個案，分別為第76例和第77例，當局對御景灣第三座實施只進不出措施，衞生局於當天上午8時為大廈內居民進行一次性病毒核酸採樣檢測，直至核酸檢測結果為陰性後才能離開。 下午2時30分，所有居民完成病毒採樣。新型冠狀病毒感染應變協調中心公佈共771名住戶及其公共地方102個環境樣本核酸檢測均為陰性，御景灣第三座於10月9日晚上解除管控措施。 為減低御景灣第三座居民的擔憂，應變恊調中心將要求住戶於10月11日須自行預約再作一次核酸檢測，費用免費，住戶可通過衛生局的連結預約檢測（自費檢測亦可），否則沒有檢測的人士，其健康碼將於24小時後變為黃碼。在同日疫情記者會上，山頂醫院醫務主任李偉成表示因新美安大廈第一期的衛生環境不理想，部分單位的居住人數多，不符合隔離條件，為了更精準防控工作，決定由2021年10月10日起將新美安大廈第一期的所有居民遷到醫觀酒店繼續接受隔離，而大廈居民在過去2次核檢均為陰性。至於該疫廈居民遷入醫觀酒店後的隔離期方面，衛生部門將再作風險研判再決定該批居民需在酒店隔離日數，不會對社區造成傳播風險，而新美安大廈一期在清空後警方會對該大廈繼續封鎖，其他部門人員將繼續跟進大廈內公共地方的衛生情況。
2021年10月10日，在三號風球和紅色暴雨警告信號生效期間，政府跨部門在上午8時起展開行動將所有居住在新美安大廈一期的居民遷移，目前當局掌握涉及居民有700多人。該批居民被安排入住金寶來酒店進行醫學觀察。 行動長達17小時，到2021年10月11日凌晨1時10分，最後一批住戶離開大廈，行動順利結束。當局共將780人遷移共金寶來酒店進行醫觀。在清空後警方將繼續對大廈進行封鎖。
2021年10月14日，應變恊調中心宣佈10月4日確診病例及其相關病例的紅、黃碼區解封時間安排。
隨著新美安大廈第一期住戶的隔離令在2021年10月19日結束，政府協調巴士公司安排穿梭巴士，協助780名暫居於醫學觀察酒店的住戶，在10月19日早上返回新美安大廈住所。醫學觀察酒店內的工作人員，自10月19日早上約6時起，把已簽發的解除隔離令依次逐層派發予住戶，住戶憑解除隔離令至大堂，經駐守醫觀酒店的海關工作人員核對身份資料後離開酒店，乘搭穿梭巴士，返回新美安大廈附近的巴士站，陸續返回大廈內住所。巴士公司共安排多個班次穿梭巴士，協助住戶返回大廈。部份有長者、幼童或行動不便人士的家庭，則經消防局安排運送返回住處。最後一批從醫學觀察酒店返回新美安大廈的住戶，在10月19日上午約11時許返抵大廈住所，新美安大廈第一期亦於同一時間全面解封。

### 黃、紅碼區實施範圍
| 確診個案編號 | 實行日期 | 解除日期                                                        | 黃碼區範圍 | 紅碼區範圍                                                                                         | 備註及來源                  |
| ------------ | -------- | --------------------------------------------------------------- | --- | -------------------------------------------------------------------------------------------------- | --------------------------- |
| #65          | 9月25日  | 10月9日                                                         | 萬榮大廈、信梓軒、魚釣里、豪順大廈、麻子街39-47號、萬利花園、美琳閣、威英花園、萬新大廈                                                                                              | 德利大廈、永開大廈、麻子街35號                                                                     | [ 1 ] [ 2 ]                 |
| #66          | 9月26日  | 10月9日                                                         | 高士德大馬路皇宮大廈 A、B、E至J座 | 高士德大馬路皇宮大廈C、D座                                                                         | [ 3 ]                       |
| #68          | 9月28日  | 10月9日                                                         | 巴素打爾古街329、333、337、343號；十月初五日街 / 泗𠵼街16-16A號金利大廈、18-18A號信鴻大廈、20-20A號利柏樓；十月初五日街 / 泗𠵼街22號及工匠巷1A-1C錦龍大廈                            | /                                                                                                  | [ 4 ] [ 5 ] [ 22 ]          |
| #69          | 9月28日  | 10月9日                                                         | 麻子巷2-14、麻子街55民華閣，麻子街57-57A厚駿大廈，麻子街59-63A珍珍大廈，麻子街65-65A、罣累巷14-14A華輝樓，麻子街67-67A、罣累巷16-16A利順大廈，罣累巷6-6A萬福大廈，罣累巷8-12永發大廈 | /                                                                                                  | [ 7 ] [ 22 ]                |
| #70          | 9月28日  | 10月9日                                                         | 大纜巷49-49C、青草街72-72A金豐大廈，大纜巷47-47A遠基大廈，大纜巷43-45富興大廈，大纜巷37-41、馬里2-12時駿大廈                                                                         | /                                                                                                  | [ 7 ] [ 22 ]                |
| #72          | 10月4日  | 10月16日 (維多利亞酒店、英皇娛樂酒店) 10月19日 (其他紅、黃碼區) | 高地烏街40-40A號恆利大廈，高地烏街42-42A號萬荃大廈，高地烏街46號、高士德大馬路13號佳景大廈                                                                                           | 高地烏街44-44A號金多利花園、澳門商業大馬路251-291英皇娛樂酒店、拱形馬路／關閘橫路118號維多利亞酒店 | [ 8 ] [ 20 ]                |
| #73          | 10月4日  | 10月19日                                                        | 祐漢新村第二街 52號、祐漢新村第三街 2、3及4號、長壽大馬路 49及51號順利樓，祐漢新村第二街小販鋪                                                                                       | 祐漢新村第二街 50號、祐漢新村第三街 1號順利樓                                                      | [ 9 ]                       |
| #74          | 10月4日  | 10月19日                                                        | 路環聖方濟各街平民村 | 路環聖方濟各街平民村25-D號                                                                         | [ 23 ]                      |
| #75 #76      | 10月5日  | 10月16日 (錦興大廈) 10月19日 (其他紅、黃碼區)                   | 馬場海邊馬路36B-38E及40-52號、黑沙環第四街1-13號、黑沙環第三街39-49及51-63號、黑沙環第五街2-14號新美安大廈(第一期) 黑沙環第二街 32-40號、黑沙環第四街 34-42號錦興大廈                | 黑沙環第二街 42-50號、黑沙環第四街 30-32號錦興大廈                                                 | [ 11 ] [ 24 ] [ 12 ] [ 20 ] |

#### 紅碼區和黃碼區相關措施
紅碼區管制措施包括：就地進行核酸檢測，及後每日做核酸檢測，除工作人員外，其餘人士只准進入不准外出，只能最低限度活動，例如在指定地點領取配給品；實行全限制封閉式管理，並根據實際情況就地隔離醫學觀察或轉移至適當地點接受集中管理醫學觀察。
黃碼區措施包括：黃碼區內人士的健康碼將轉為黃碼，並於現場即時進行核酸檢測，首次核酸檢測24小時內完成，在完成首次核酸檢測前，不准外出；其他限制措施包括實施離境限制，並需進行最少14天的每日一檢、密切健康監測及自我健康管理。
從2021年10月7日起，應變恊調中心調整紅、黃碼區定期核檢次數，由每日變為十四日內七次，分別在第一、二、三、五、八、十一及十四天進行，當局解釋是平衡人力和資源而定。當完成第十四天核檢，並均得出陰性結果，相關區域將可解封。

## 流行病學調查
截至10月4日，衛生局通過流行病學調查跟進的人士共有1,309人，其中密切接觸者98人，次密切接觸者有294人，與感染者有共同軌跡的有917人。
截至2021年10月7日，衛生局通過流行病學調查跟進期間， 跟進總人數共2,015人，當中密切接觸者共106人，共同軌跡人士有1,526人，次密切接觸者共383人。
截至2021年10月8日，衛生局通過流行病學調查跟進期間， 跟進總人數共2,859人，其中密切接觸者有108人，與感染者有共同軌跡的人士有2,354人，次密切接觸者有397人。
截至2021年10月10日，通過流行病學調查共跟進3,826人，包括密切接觸者有108人、共同軌跡人士有3,309人、次密切接觸者有409人。所有人士已作出相應的防疫措施，包括醫學觀察等。

### 實施閉環管理和延長醫觀期限
2021年9月26日，應變恊調中心同時對「酒店保安群組」中患者工作的氹仔金皇冠中國大酒店和之「相通」的金寶來酒店實施「閉環」政策，禁止在酒店內人士離開，與兩確診患者共事的42名保安被列為密切接觸者，兩酒店全部工作人員被列為與確診患者共同軌跡人員，需進行14天醫學觀察，而原本在兩間酒店進行醫學觀察的人士，則會視情況進行延長觀察時間。
2021年9月27日，當局對對於兩間醫觀酒店內人士包括工作人員和仍在接受醫觀人士方面，當局對兩間酒店的工作人員進行閉環管理，隔離時間暫定至同年10月1日，當局會根據紅碼區、黃碼區及密接者的情況，在決定其隔離時間。而兩間酒店的工作人員在生活和工作都留在酒店大樓內直至10月1日，不會與外界有任何接觸。
2021年9月29日，應變恊調中心宣佈正在金皇冠中國大酒店接受醫學觀察的人士將分批遷至喜來登酒店或金寶來酒店，合共150人，有132人被安排遷到喜來登酒店，另外18人遷往旁邊的金寶來酒店。
2021年9月30日，當局宣佈9月14日至9月24日入住中國大酒店及金寶來酒店的人士方面，衛生當局決定延長隔離期至10月8日。
2021年10月5日，應變恊調中心公佈瑪大肋納安老院一員工為第74例確診個案密切接觸者，當局隨即對該院舍實施閉環管理，所有人士首輪檢測和環境樣本均呈陰性。 閉環管理到同年10月19日0時結束，衛生局於閉環管理期間安排人員到安老院院舍內進行人員多輪病毒核酸檢測和對院舍進行環境採樣，直至10月18日所有結果皆為陰性。同時在結束閉環管理後工作人員可以恢復正常上班的進出安排。

## 黃碼區居民病毒檢測安排
2021年9月30日晚上，大批居住在沙梨頭麻子街黃碼區居民聚集，不滿每天於指定時段到鏡湖醫院接受病毒檢測，期間山頂醫院醫務主任戴華浩和侯任立法會議員顏奕恆到場瞭解，應變恊調中心及後宣佈於10月1日起每日下午4時至晚上8時位於沙梨頭街市（水上街市）的沙梨頭活動中心增設核檢專站供黃碼區居民使用。 10月4日至7日由於進行第三輪全民核酸檢測計劃，黃碼區專用核檢站改用全民核酸檢測計劃檢測站。
2021年10月7日，應變恊調中心公布黃碼區居民核酸檢測安排，於路環居民大會堂 、沙梨頭活動中心、工人體育場和鏡湖醫院設專用核檢站開放和供黃碼區居民使用。
2021年10月8日，應變恊調中心公佈新增三個專用核酸檢測站供黃碼區居民使用，包括鏡湖醫院、工人體育場和路環居民大會堂。其中路環居民大會堂專用核檢站僅於下述特定檢測日提供檢測服務。 措施直至10月18日結束。

## 疫苗接種和檢測安排順延
2021年10月9日，受熱帶風暴獅子山影響，地球物理暨氣象局於當天上午6時發出八號風球，衛生局宣佈除御景灣第三座圍封區域外，黃碼區居民專用核酸檢測站服務暫停，相關安排待八號風球取消後另行通知，至於紅碼區居民檢測安排同樣待八號風球取消後才公佈。 另外，常規核酸檢測計劃和疫苗接種計劃因八號風球生效達20小時，故常規核酸檢測站和疫苗接種站整天暫停運作。
2021年10月10日，因氣象局於凌晨由八號風球改發三號風球，應變恊調中心公佈黃碼區人士檢測安排。 另外，當局公佈各疫苗接種站和常規核酸檢測站於即日起如常提供服務。
2021年10月12日至13日，受颱風圓規影響，氣象局於10月12日晚上發出八號東北風球，衛生局宣佈所有病毒核酸檢測站和疫苗接種站於風暴襲澳期間暫停，部分核酸檢測站如關閘工人球場、綜藝館和橫琴口岸核檢站和全澳所有疫苗接種站均在10月12日晚上提早關閉。  八號風球生效長達19小時，到10月13日下午5時30分才改發三號風球，衛生局宣佈全澳疫苗接種站點於當天暫停服務，黃碼區人士專用病毒核酸檢測站、娛樂場專用病毒檢測點及大部分核酸檢測站暫停服務，當局只開放綜藝館和工人體育場兩個病毒檢測站，開放時間為晚上7時30分至凌晨12時，但只接受當天晚上7時30分或以後時段的已預約人士進行檢測。

## 增設自我健康管理專用酒店
在2021年10月5日感染應變恊調中心記者會中，旅遊局公佈由於部分外地僱員或旅客在離開醫學觀察酒店後無居住地方，同時他們處於黃碼狀態，並不能入住於一般酒店，旅遊局與衛生局商討後，同時得到銀河娛樂集團支持下，百老匯酒店被用作接待黃碼人士的自我健康管理酒店，每一間房間費用為350澳門元一晚，但不提供膳食。預計該酒店可以提供2,000多個房間。

## 對患者曾乘坐巴士車輛進行深層消毒
就澳門特區政府公布第66例和第74例確診患者曾於2021年9月24日乘坐新福利25路線，新福利表示在知悉第66例確診患者曾乘搭相關巴士後，已立即對相關巴士停止服務及安排回廠進行特別深層消毒清潔；並即時通知有關車長、站長及站務員居家隔離觀察，接受核酸檢測及提供證明。

## 部分不記名澳門通卡停用
2021年10月6日近午夜，應變恊調中心宣布，由2021年10月7日上午6時起，與確診患者有共同軌跡的澳門通卡暫停使用付款功能。當局指由於部份「澳門通」為不記名，當局在聯繫乘客上出現困難。為更有效地進行對確診病例同乘巴士人士的追蹤及排查工作，衛生當局根據81/99/M號法令第四條第二款規定，要求澳門通股份有限公司，由2021年10月7日06:00起，暫停所有經初步核實其持卡人可能和近期發現的確診個案病例同乘的澳門通卡付款功能。
在2021年10月7日應變恊調中心記者會上，衛生局傳染病防制暨疾病監測部協調員梁亦好表示，現時有1,300多張澳門通卡，被暫停付款功能。
在2021年10月8日應變恊調中心記者會上，傳染病防制暨疾病監測部協調員梁亦好表示，目前共有1,900張澳門通卡被暫停付款功能。梁亦好強調相關澳門通卡的卡主不一定與確診病例有共同軌跡，因為澳門通卡僅紀錄卡主何時上車，但不知道何時下車，卡主聯絡當局後便會確認是否共同軌跡人士。目前已有1,100多名卡主因為共同軌跡，需要進行醫學觀察。

## 跨境學生返珠居家隔離安排
在2021年10月10日應變恊調中心記者會上，教青局非高等教育廳廳長黃嘉祺表示，為協助在澳跨境學童返回珠海，當局已接到珠海跨部門決定和通知，若符合防疫條件要求，可為合資格的14歲以下跨境學生和1名陪同人返回珠海居家隔離14天，教青局將於10月11日、12日，安排他們返回珠海並居家隔離，目前有500多名跨境學童和家長符合相關條件，現已安排其做核酸檢測。
2021年10月11日，第一批合共260名合資格的14歲以下跨境學生和一名陪同人由專車接載到港珠澳大橋澳門口岸，教青局領導及工作人員到場協調檢錄及通關工作，兩地口岸開啟特別專道，學生們有序通關，整體過程順利。按照珠海方面的規定，相關學生及家長抵珠後由專車送往指定酒店再次進行核檢，待有結果再由區委會送回住所進行14天的居家隔離。另有約200多名跨境學生及家長將於10月12日返回珠海。
2021年10月12日，第二批合共約400名合資格跨境學生及陪同人決定返回珠海，教青局與珠澳相關部門共同協調，並與學校組織該批跨境學生及陪同人於10月11日至12日分別乘坐車輛從營舍及學校出發抵達珠澳口岸，安排跨境學生及陪同人有序進入口岸通關，兩地口岸更特別開啟專道，整體通關過程順利。現時該批跨境學生及陪同人在珠海已完成核檢及回到家中進行居家隔離。

## 出入境核酸證明要求
(最新更新日期為2021年11月25日)
- 澳門 ⇔ 中國大陸 (包括經珠澳口岸出入境往返珠海人士、乘搭空中客運於澳門出境或入境澳門人士)：需持7天內有效核酸檢測陰性證明 (如曾到被列為中高風險地區部分省市、地區或縣的人士，抵達澳門後需接受14天隔離醫學觀察)
- 澳門 ⇒ 香港：「回港易」、「來港易」政策已恢復，如無「回港易」、「來港易」人士由澳門出境需持72小時內有效核酸檢測陰性證明，並接受家居隔離醫學觀察14天，如打齊兩針疫苗隔離醫學觀察日數縮短至7天。

## 外部連結
- 澳門特別行政區政府新型冠狀病毒感染應變協調中心疫情專頁（页面存档备份，存于） - 疾病預防控制中心 (澳門)